# Port-Louis (Guadalupa)
Port-Louis è un comune francese di 5 509 abitanti situato nella parte nord-occidentale dell'isola di Grande-Terre e facente parte del dipartimento d'oltre mare di Guadalupa.